# Zvíkovec
Zvíkovec là một chợ huyện thuộc huyện Rokycany, vùng Plzeňský, Cộng hòa Séc.